# Победа (Пензенская область)
Победа — упразднённый посёлок в Бессоновском районе Пензенской области России. На момент упразднения входил в состав Бессоновского сельсовета. В 2007 году включён в состав города Пенза и исключён из учётных данных.

## География
Посёлок располагался в центральной части области, на реке Пяша, на расстоянии примерно в 6 километрах по прямой к юго-востоку от районного центра Бессоновки.

## История
Посёлок возник в 1920-е годы. В начале 1930-х годов входил в состав Первого Александровского сельсовета. В 1955 году числился бригадой колхоза имени Калинина. В 1997 году построена церковь Успения Пресвятой Богородицы.
В 2007 году в связи с тем, что посёлок фактически стал составной частью города Пензы и утратил свое наименование и статус самостоятельного населённого пункта, он был исключён из учётных данных.

## Население
| 1930 | 1939 | 1959 | 1979 | 1989 | 1996 | 2002 |
| ---- | ---- | ---- | ---- | ---- | ---- | ---- |
| 91   | ↘70  | ↗481 | ↘372 | ↘258 | ↘179 | ↘163 |

### Национальный состав
Согласно результатам переписи 2002 года, в национальной структуре населения русские составляли 97 % из 163 чел..